# Fernando de Mascarenhas
Fernando de Mascarenhas, primeiro conde da Torre (c. 1610 — Lisboa, 9 de agosto de 1651), foi um militar e administrador colonial português, governador-geral do Brasil entre 20 de janeiro de 1639 e 20 de novembro de 1639, nomeado pelo rei Dom Filipe IV.
Governador e capitão-general de Ceuta e Tânger, general-de-mar-e-terra das armadas de Portugal e Castela; presidente do Senado da Câmara de Lisboa, de 1647 a 1650; e dos Conselhos de Estado e da Guerra de D. João IV de Portugal; reformador de fronteiras; familiar do Santo Ofício.
Foi o sexto administrador dos morgadios de Goucharia e Chantas e o primeiro de Torre das Vargens; comendador na Ordem de Cristo de Nossa Senhora da Conceição de Rosmaninhal, São Tiago de Fonte Arcada e São Nicolau de Carrazedo.
Desde 8 de junho de 1618 estivera encarregado do governo geral do Brasil, mas como houve maus resultados de sua expedição a Pernambuco, ficou preso em Lisboa na fortaleza de São Julião e lhe tiraram o título, que só foi restituído por D. João IV de Portugal.
Sucedeu mais tarde D. Vasco de Mascarenhas, outro membro da família, D. Jorge de Mascarenhas, Marquês de Montalvão, o primeiro vice-rei, que também terminou preso.

## Títulos
Foi primeiro conde da Torre de juro e herdade por carta patente de 26 de julho de 1638.

## Posteridade
Casou com D. Maria de Noronha (morta em março de 1653 em Lisboa), irmã de D. Rodrigo da Silveira, 1° Conde de Sarzedas. Eram filhos de D. Luís Lobo, 5° senhor de Sarzedas e D. Joana de Lima (morta em 3 de setembro de 1634). Foi dama da Rainha Margarida d'Austria.
1. Manuel Mascarenhas, sem posteridade;
2. D. Eufrásia, casada com D. Francisco de Sousa, conde do Prado;
3. D. Helena de Noronha, casada com D. Francisco Luís Baltasar António da Gama, conde da Vidigueira;
4. D. Filipe, instituidor da Casa dos condes de Coculim em seu sobrinho.
5. Margarida André de Noronha, dama da Rainha D. Luisa. Casou com D. Pedro de Almeida, conde de Assumar. apelidado «o Barbas»,(nascido em março de 1630 e morto em 22 de março de 1679 em Goa, de uma doença que lhe sobreveio no sítio de Pate na costa da África).

- - Quarto filho D. João Mascarenhas (Lisboa 18 de julho de 1633 - novembro de 1681 em Lisboa), segundo Conde da Torre de juro e herdade e primeiro Marquês de Fronteira e donatário de Fronteira; Mordomo-mor de Faro. Camareiro-mor, herdeiro da casa dos condes da Torre em 1659 por morte do irmão, D. Manuel Mascarenhas, recebeu os lugares de Coculim e Verodoá na India.